# Bailey Zimmerman

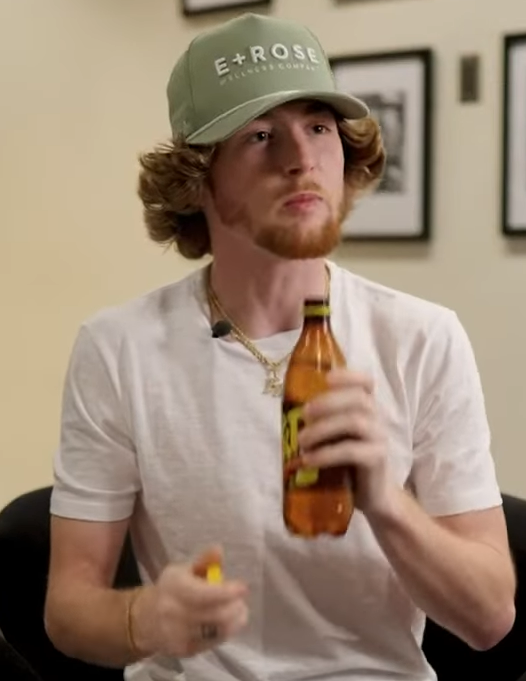
Bailey Zimmerman 2023

Bailey Lynn Zimmerman (* 27. Januar 2000 in Louisville, Illinois) ist ein US-amerikanischer Countrysänger. Mit den Songs Fall in Love und Rock and a Hard Place schaffte er 2022 den Durchbruch.

## Biografie
Bailey Zimmerman wuchs auf dem Land in Illinois als Sohn eines Transportunternehmers auf. Vom Vater hat er auch die Vorliebe für Countrymusik. Mit 16 arbeitete er in einer Schlachterei und verdiente danach sein Geld mit kleineren Jobs. Musik machte er nur nebenbei und er nutzte das Internet, um sich eine kleine Anhängerschaft aufzubauen. 2021 veröffentlichte er die Songs Never Comin’ Home und Small Town Crazy und bereits ein Jahr später hatte er mit Fall in Love seinen ersten größeren Hit. Warner Music Nashville nahm ihn unter Vertrag und als erste Label-Single wurde das Lied nicht nur ein Top-5-Countryhit, sondern kam auch in den offiziellen Billboard Hot 100 auf Platz 29.
Im selben Jahr folgte Rock and a Hard Place, das sein zweiter großer Hit wurde. Es kam in die offiziellen Top 10 und verpasste nur knapp Platz 1 der Countrycharts. Beide Songs schafften 2022 über 1 Million Abrufe und erreichten schließlich 4-fach- bzw. 5-fach-Platin. Im Oktober folgte die EP Leave the Light On, mit der er den Erfolg in den Albumcharts wiederholen konnte. Neben den beiden Hits enthielt sie drei weitere Chartsongs. Die beiden Hits verwendete er gleich ein weiteres Mal Anfang 2023 für sein Debütalbum Religiously. The Album. Es kam auf Platz 7 der offiziellen Albumcharts, hielt sich eineinhalb Jahre in den Top 200 und erreichte Platinstatus. Der Titelsong Religiously wurde sein drittgrößter Hit mit Platz 13 in den Hot 100.

## Diskografie

### Alben
| Jahr | Titel Musiklabel                                                          | Höchstplatzierung, Gesamtwochen, AuszeichnungChartplatzierungen (Jahr, Titel, Musiklabel, Platzierungen, Wochen, Auszeichnungen, Anmerkungen) | Höchstplatzierung, Gesamtwochen, AuszeichnungChartplatzierungen (Jahr, Titel, Musiklabel, Platzierungen, Wochen, Auszeichnungen, Anmerkungen) | Anmerkungen                               |
| Jahr | Titel Musiklabel                                                          | US | Country | Anmerkungen                               |
| ---- | ------------------------------------------------------------------------- | --- | --- | ----------------------------------------- |
| 2022 | Leave the Light On Warner Music Nashville / Elektra Records (WMG)         | US9 (34 Wo.)US | Country2 (… Wo.)Country | Erstveröffentlichung: 14. Oktober 2022 EP |
| 2023 | Religiously. The Album. Warner Music Nashville / Elektra Records (WMG)    | US7 ×2Doppelplatin · (87 Wo.)US | Country3 (86 Wo.)Country | Erstveröffentlichung: 11. Januar 2023     |
| 2025 | Different Night Same Rodeo Warner Music Nashville / Elektra Records (WMG) | US12 (… Wo.)US | Country3 (… Wo.)Country | Erstveröffentlichung: 8. August 2025      |

### Singles
| Jahr | Titel                                                               | Höchstplatzierung, Gesamtwochen, AuszeichnungChartplatzierungen (Jahr, Titel, Platzierungen, Wochen, Auszeichnungen, Anmerkungen) | Höchstplatzierung, Gesamtwochen, AuszeichnungChartplatzierungen (Jahr, Titel, Platzierungen, Wochen, Auszeichnungen, Anmerkungen) | Höchstplatzierung, Gesamtwochen, AuszeichnungChartplatzierungen (Jahr, Titel, Platzierungen, Wochen, Auszeichnungen, Anmerkungen) | Anmerkungen                                                            |
| Jahr | Titel                                                               | UK | US | Country | Anmerkungen                                                            |
| --- | ------------------------------------------------------------------- | --- | --- | --- | ---------------------------------------------------------------------- |
| 2022 | Fall in Love Leave the Light On                                     | — | US29 ×4Vierfachplatin · (34 Wo.)US                                                                                                | Country5 (44 Wo.)Country | Erstveröffentlichung: 11. Februar 2022                                 |
| 2022 | Rock and a Hard Place Leave the Light On                            | UK— SilberUK | US10 ×6Sechsfachplatin · (54 Wo.)US                                                                                               | Country2 (52 Wo.)Country | Erstveröffentlichung: 10. Juni 2022                                    |
| 2022 | Where It Ends Leave the Light On                                    | — | US32 Platin · (27 Wo.)US | Country6 (30 Wo.)Country | Erstveröffentlichung: 19. August 2022                                  |
| 2022 | Get to Gettin’ Gone Religiously. The Album.                         | — | US— GoldUS | Country34 (5 Wo.)Country | Erstveröffentlichung: 23. Dezember 2022                                |
| 2023 | Religiously Religiously. The Album.                                 | — | US13 ×4Vierfachplatin · (25 Wo.)US                                                                                                | Country4 (33 Wo.)Country | Erstveröffentlichung: 17. März 2023                                    |
| 2024 | Holy Smokes Different Night Same Rodeo                              | — | US54 (16 Wo.)US | Country13 (61 Wo.)Country | Erstveröffentlichung: 23. Februar 2024                                 |
| 2024 | Hell or High Water Different Night Same Rodeo • Twisters: The Album | — | — | Country38 (3 Wo.)Country | Erstveröffentlichung: 23. Mai 2024                                     |
| 2024 | New to Country Different Night Same Rodeo                           | — | US94 (1 Wo.)US | Country27 (5 Wo.)Country | Erstveröffentlichung: 28. Juni 2024                                    |
| 2024 | Holding On Different Night Same Rodeo                               | — | — | Country37 (1 Wo.)Country | Erstveröffentlichung: 18. Oktober 2024                                 |
| 2025 | All the Way –                                                       | — | US4 (… Wo.)US | Country1 (… Wo.)Country | Erstveröffentlichung: 4. April 2025 BigXthaPlug feat. Bailey Zimmerman |
| 2025 | Backup Plan Different Night Same Rodeo                              | — | US31 (… Wo.)US | Country6 (… Wo.)Country | Erstveröffentlichung: 2. Mai 2025 feat. Luke Combs                     |
| 2025 | Chevy Silverado Different Night Same Rodeo                          | — | — | Country44 (… Wo.)Country | Erstveröffentlichung: 1. August 2025                                   |
| 2025 | Lost Different Night Same Rodeo                                     | — | US86 (… Wo.)US | Country24 (… Wo.)Country | Erstveröffentlichung: 7. August 2025 feat. The Kid Laroi               |
| Folgende Lieder erschienen nicht als Single, wurden aber durch das Album zum Download und Streaming bereitgestellt und konnten somit eine Platzierung erlangen: |                                                                     | | | |                                                                        |
| |                                                                     | | | |                                                                        |
| 2022 | Never Leave Leave the Light On                                      | — | US— GoldUS | Country27 (17 Wo.)Country |                                                                        |
| 2022 | Waiting Leave the Light On                                          | — | — | Country36 (2 Wo.)Country |                                                                        |
| 2023 | Fix’n to Break Religiously. The Album.                              | — | US84 Gold · (1 Wo.)US | Country23 (5 Wo.)Country |                                                                        |
| 2023 | You Don’t Want That Smoke Religiously. The Album.                   | — | — | Country28 (2 Wo.)Country |                                                                        |

Weitere Singles
- Never Comin’ Home (2021, US: Platin)
- Small Town Crazy (2021)
- Change (2021, US: Gold)
- Won’t Back Down (mit Dermot Kennedy featuring YoungBoy Never Broke Again, 2023)

Gastbeiträge
- Strong Enough / Jonas Brothers featuring Bailey Zimmerman (2023)
- Someone in This Room / Jessie Murph featuring Bailey Zimmerman (2024)

## Auszeichnungen für Musikverkäufe
| Goldene Schallplatte - Australien - 2023: für die Single Religiously - 2025: für das Album Religiously. The Album. - Kanada - 2022: für das Album Leave The Light On - 2024: für die Single Never Leave - 2024: für die Single Fix’N To Break - 2024: für die Single Get To Gettin’ Gone - 2024: für die Single You Don’t Want That Smoke - 2024: für das Lied Chase Her - 2024: für die Single House on Fire - Neuseeland - 2024: für das Album Religiously. The Album. - 2024: für die Single Fall In Love - 2024: für die Single Religiously - 2024: für die Single Where It Ends - Vereinigte Staaten - 2025: für das Lied Chase Her Platin-Schallplatte - Australien - 2024: für die Single Where It Ends - Kanada - 2024: für die Single Holy Smokes - Neuseeland - 2024: für die Single Rock and a Hard Place | 2× Platin-Schallplatte - Australien - 2023: für die Single Rock and a Hard Place - Kanada - 2024: für das Album Religiously. The Album. 3× Platin-Schallplatte - Kanada - 2024: für die Single Where It Ends 4× Platin-Schallplatte - Kanada - 2024: für die Single Religiously 5× Platin-Schallplatte - Kanada - 2024: für die Single Fall In Love 8× Platin-Schallplatte - Kanada - 2024: für die Single Rock and a Hard Place |

Anmerkung: Auszeichnungen in Ländern aus den Charttabellen bzw. Chartboxen sind in ebendiesen zu finden.
| Land/RegionAuszeichnungen für Musikverkäufe (Land/Region, Auszeichnungen, Verkäufe, Quellen) | Silber  | Gold       | Platin       | Verkäufe   | Quellen              |
| -------------------------------------------------------------------------------------------- | ------- | ---------- | ------------ | ---------- | -------------------- |
| Australien (ARIA)                                                                            | —       | 2× Gold2   | 3× Platin3   | 280.000    | aria.com.au          |
| Kanada (MC)                                                                                  | —       | 7× Gold7   | 23× Platin23 | 2.120.000  | musiccanada.com      |
| Neuseeland (RMNZ)                                                                            | —       | 4× Gold4   | Platin1      | 82.500     | radioscope.co.nz NZ2 |
| Vereinigte Staaten (RIAA)                                                                    | —       | 5× Gold5   | 18× Platin18 | 20.500.000 | riaa.com             |
| Vereinigtes Königreich (BPI)                                                                 | Silber1 | —          | —            | 200.000    | bpi.co.uk            |
| Insgesamt                                                                                    | Silber1 | 18× Gold18 | 45× Platin45 |            |                      |